# Marina Kaljurand
Marina Kaljurand (Tallinn, 6 september 1962) is een Estse politica van de Sociaaldemocratische Partij. Sinds juli 2019 is zij lid van het Europees Parlement. Voordien was zij minister van Buitenlandse Zaken (2015-2016) en werkzaam als ambassadeur in onder meer de Verenigde Staten, Rusland en Israël.

## Biografie

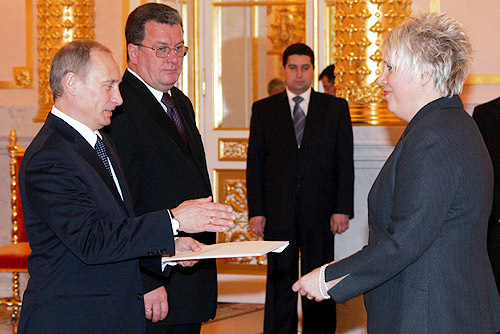
Kaljurand met de Russische president Vladimir Poetin (2006)

Kaljurand werd geboren als de dochter van een Letse vader en een Russische moeder. Na het middelbare onderwijs studeerde ze Rechten aan de Universiteit van Tartu. Kaljurand studeerde cum laude af. Na haar studie was ze werkzaam als docent rechten aan de faculteit Rechtsgeleerdheid. Tussen 2004 en 2006 was Kaljurand werkzaam op de Estse ambassade in Israël. Vervolgens was ze tussen 2006 en 2008 ambassadeur in de Russische Federatie en aansluitend ambassadeur in Kazachstan (2007-2011), de Verenigde Staten (2011-2014) en Mexico (2011-2013).

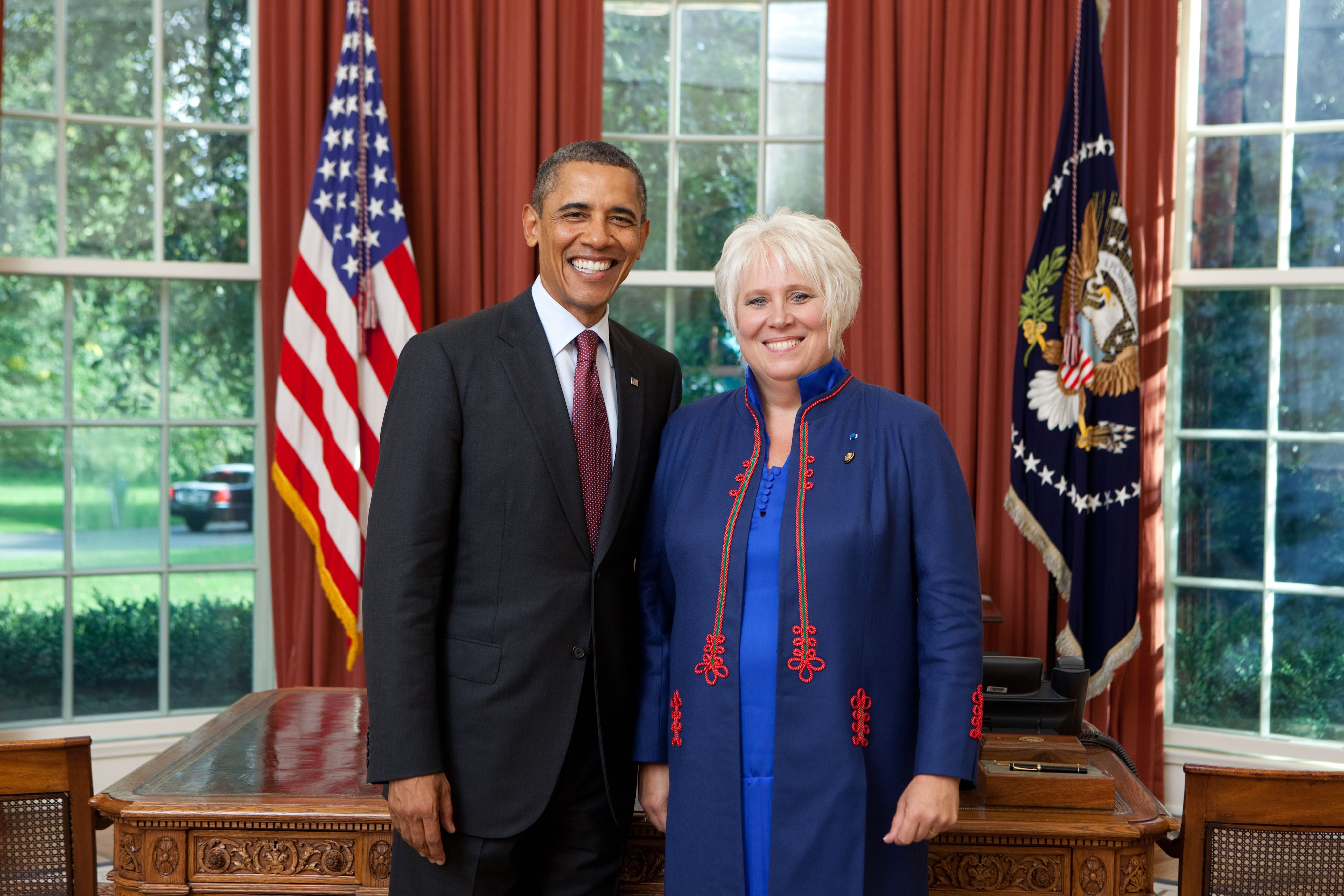
Kaljurand met de Amerikaanse president Barack Obama (2011)

Na het aftreden van minister Keit Pentus-Rosimannus werd Kaljurand op 16 juli 2015 benoemd tot minister van Buitenlandse Zaken in het kabinet van Taavi Rõivas. Ze behield deze functie tot september 2016, toen ze zich tevergeefs kandidaat stelde voor het presidentschap van Estland. In 2018 sloot de voorheen onafhankelijke Kaljurand zich aan bij de Sociaaldemocratische Partij, waarna ze zich verkiesbaar stelde voor de Europese parlementsverkiezingen van 2019. Sinds juli 2019 is zij Europarlementariër.
- Virtual International Authority File: 9029152381812601950001